# Sanhe (cheval)
Pour l’article homonyme, voir Sanhe.
Le Sanhe (chinois simplifié : 三河马 ; chinois traditionnel : 三河馬 ; pinyin : Sānhé mǎ), parfois nommé Hailar, est une race chevaline originaire de l'Est de la Mongolie-Intérieure et du district de Sanhe, dans le Hebei en Chine. Issu de chevaux mongols, il a été croisé avec diverses autres races, d'origine russe et française. Reconnu en 1955, le Sanhe dispose d'une bonne résistance au froid et d'une capacité de traction équivalente au double de celle du cheval mongol. Il est très présent dans les régions du Xilin Gol et du Hulunbuir

## Dénomination
Le Sanhe a reçu son nom officiel en 1955, du ministère de l'agriculture chinois. D'après Caroline Puel, « Hailar » serait l'ancien nom de cette race. Le dictionnaire international des races animales CABI indique que « Hailar » est un autre nom pour le Sanhe. L'étude de l'université de l'Oklahoma donne une information différente, selon laquelle le Hailar est une race séparée développée dans les haras du district du même nom, devenue célèbre pour ses performances en course sur les hippodromes de Shanghai.

## Histoire

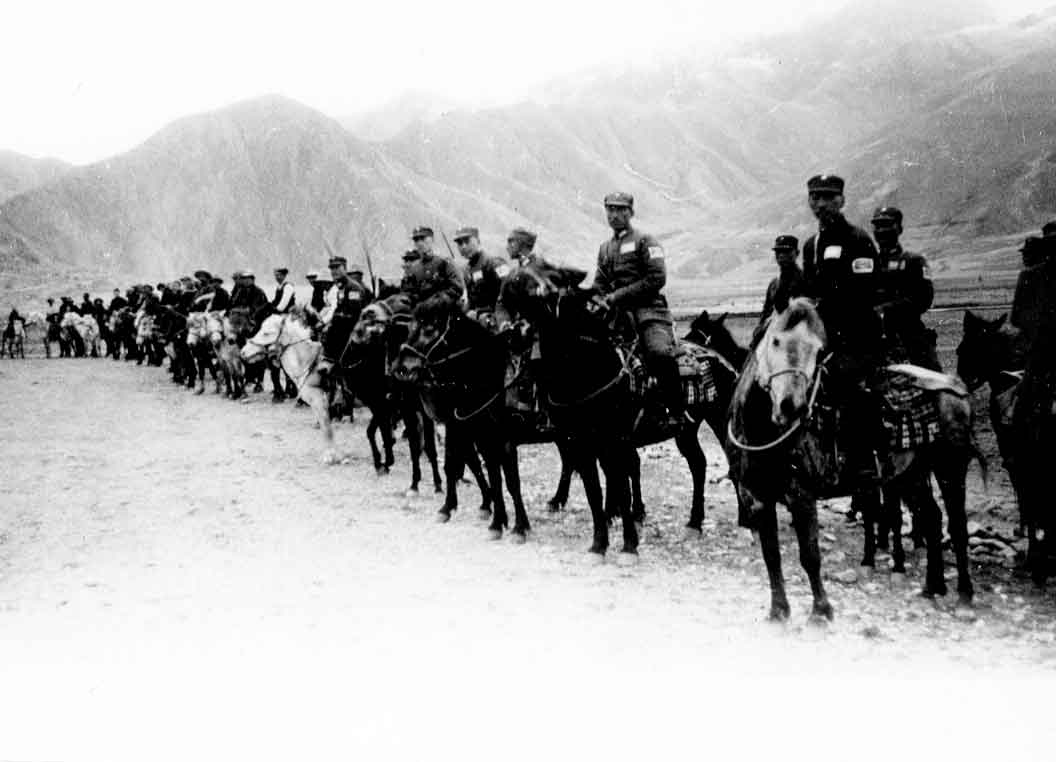
Cavalerie chinoise vraisemblablement remontée sur des Sanhe, en 1943

Le berceau du Sanhe se situe à l'Est de la Mongolie-Intérieure, dans une région fertile où coulent de nombreuses rivières. Les archives sous la dynastie Liao indiquent que l'élevage équin est déjà pratiqué dans cette zone, car divers chevaux de qualité y sont envoyés par les tribus nomades en présent à l'Empereur. La souche d'origine est proche du cheval mongol chinois. Sous la dynastie Qing, au XVIIe siècle, l'élevage du cheval de Soulun est présent dans cette région, pour fournir la cavalerie impériale. En 1904 et 1905, il reçoit l'influence de chevaux russes provenant du lac Baïkal. En 1917, des immigrés russes amènent avec eux des trotteurs Orlov et des chevaux Biçuk qui font souche dans la région, et influencent le cheptel. De 1934 à 1945, sous l'influence japonaise, un haras d'étalons est implanté. Il s'y élève des chevaux Arabes, des Pur-sangs, des Anglo-arabes, des trotteurs américains et des Chitrans.
Après 1955, deux haras d'État sont créés par le gouvernement chinois et ont pour mission d'organiser le développement de la race par croisements. Le Sanhe est issu principalement de l'Anglo-normand, d'Anglo-arabes, de Percherons et de trotteurs Orlov. De nouveaux croisements interviennent dans les années 1980, avec des Ardennais.

## Description
Considéré comme l'une des plus belles réussites zootechniques chinoises, et une version améliorée et supérieure du cheval mongol, il est plus grand et plus lourd que les races chinoises natives. La taille moyenne est de 1,45 m à 1,55 m, pour 400 à 500 kg. La FAO donne une moyenne de 1,46 m pour les femelles et 1,55 m pour les mâles. Le modèle est à la fois harmonieux, puissant et compact. Sa tête et son encolure sont plus fines que celles de ses ancêtres, mais l'encolure reste assez lourde. L'épaule est oblique, conférant de plus grandes actions et un meilleur confort sous la selle. Le corps est plus allongé que chez le cheval mongol. Les membres sont robustes, avec une bonne musculature et d'excellentes articulations, comme chez la plupart des chevaux chinois.
Le bai sous toutes ses nuances et l'alezan sont les robes les plus communes. Il peut aussi arborer le noir, le gris ou l'isabelle, ainsi que des robes rares non-unies comme le bringé.
Sa résistance au froid et aux maladies est excellente.

## Utilisations
Sa capacité de traction, de l'ordre de 900 kg soit deux fois celle d'un cheval mongol, est mise à profit pour les travaux agricoles. Il peut aussi être monté, la lignée légère étant considérée comme celle d'un cheval de sport.

## Diffusion de l'élevage
Ce n'est pas une race chinoise native, puisqu'il provient de nombreux croisements, le Sanhe appartient en effet aux races « développées » en Chine, c'est-à-dire créées par l'homme à partir de croisements, et non-natives du pays. Le recensement publié par la FAO en 1982 donne un chiffre de 20 000 têtes, les effectifs de la race étant en diminution. On compte alors 7 000 juments capables de se reproduire, dont 35 en race pure. En 2006, on trouve de nombreux Sanhe dans les régions du Xilin Gol et du Hulunbuir.
D'après l'évaluation de la FAO réalisée en 2007, ce cheval n'est pas menacé d'extinction.